# Nils Nelleßen
Nils Nelleßen, auch Nils Nellessen, (* 1971 in Oldenburg) ist ein deutscher Schauspieler.

## Leben
Nils Nelleßen absolvierte von 1994 bis 1998 eine Schauspielausbildung an der Hochschule für Film und Fernsehen „Konrad Wolf“ in Potsdam-Babelsberg.
Während seiner Ausbildung spielte er bereits erste Theaterrollen. 1996 spielte er am Hans-Otto-Theater in Potsdam die Rolle des Kürmann in dem Theaterstück Biografie: Ein Spiel von Max Frisch. Es folgten 1997 kleinere Rollen am Deutschen Theater in Berlin in Inszenierungen von Johanna Schall, so in Im Dickicht der Städte von Bertolt Brecht und in Übergewicht, unwichtig: Unform von Werner Schwab. 1997 erhielt er eine Auszeichnung als Bester Nachwuchsschauspieler beim Theatertreffen Deutschsprachiger Schauspielstudierender. 2003 spielte er am Ernst-Deutsch-Theater in Hamburg den Krüppel-Billy in dem Theaterstück Der Krüppel von Inishmaan von Martin McDonagh.
Ab Mitte der 1990er Jahre begann dann seine Karriere im deutschen Fernsehen. Nelleßen übernahm hierbei einige durchgehende Serienrollen, wiederkehrende Episodenrollen und auch Gastrollen.
Größere Bekanntheit erlangte er 2005 durch die Serienhauptrolle des Assistenzarztes Dr. Maik Borowski in der von Sat.1 produzierten und ausgestrahlten Fernsehserie Alphateam – Die Lebensretter im OP. Das ZDF besetzte Nelleßen ab 2006 in der Serie Der Kriminalist in der regelmäßig wiederkehrenden Rolle des Gerichtsmediziners Dr. Hildebrand.
Nelleßen wirkte auch in kleineren Rollen bei einigen Kinoproduktionen mit, unter anderem 2002 in Die Datsche und 2003 in der Ost-West-Komödie Kleinruppin forever, beide Male unter der Regie von Carsten Fiebeler. Außerdem spielte er in mehreren Kurzfilmen, unter anderem in Straßensperre, ebenfalls von Carsten Fiebeler. Daneben ist er auch als Hörbuchsprecher tätig.
Seit Juli 2024 ist er die neue Station Voice beim Radiosender NDR 1 Niedersachsen.
Nils Nelleßen lebt in Berlin.

## Filmografie (Auswahl)
- 1996: Max Wolkenstein – Tod eines Penners
- 1998: Alarm für Cobra 11 – Die Autobahnpolizei – Tödlicher Ruhm
- 1998: Tatort – Fürstenschüler
- 1999: Holstein Lovers (Fernsehfilm)
- 1999: Schrei – denn ich werde dich töten!
- 2000: Kommissar Rex – Jagd nach dem ewigen Leben
- 2000: SK Kölsch – Ich sehe was, was du nicht siehst
- 2001: Liebe, Tod und viele Kalorien
- 2001–2011: Küstenwache (3 Folgen, verschiedene Rollen)
- 2002: Wilsberg – Wilsberg und der letzte Anruf
- 2002: Weihnachtsmann gesucht
- 2002: Die Datsche (Kinofilm)
- 2002: Stahlnetz – Ausgelöscht
- 2002: Ein starkes Team – Blutsbande
- 2003: Donna Leon – Feine Freunde
- 2003: Kleinruppin forever
- 2003: Der Ermittler – Absender unbekannt
- 2005: Wolffs Revier – Fauler Zauber
- 2005–2006: Alphateam – Die Lebensretter im OP als Dr. Maik Borowski (26 Folgen)
- 2005–2014: In aller Freundschaft (2 Folgen, verschiedene Rollen)
- 2006: Typisch Sophie – Nur gute Freunde...
- 2006–2020: Der Kriminalist als Dr. Hildebrand (71 Folgen)
- 2007: Alarm für Cobra 11 – Die Autobahnpolizei – Stunde der Wahrheit
- 2007: Polizeiruf 110 – Verstoßen
- 2008: SOKO Kitzbühel – Kitz Extrem
- 2009: SOKO Köln – Doppeltes Spiel
- 2010: Das blaue Licht
- 2010–2011: Rote Rosen als Dr. Engels (16 Folgen)
- 2011: Alarm für Cobra 11 – Die Autobahnpolizei – En Vogue
- 2012: Sushi in Suhl
- 2014: SOKO Stuttgart – Mord unter Freunden
- 2014: Heiter bis tödlich: Hauptstadtrevier – Besuch aus der Vergangenheit
- 2020: Dark (Fernsehserie, 3. Staffel)
- 2024: SOKO Leipzig – All In
- 2024: Der Zürich-Krimi: Borchert und der Schuss ins Herz

## Sprechrollen (Auswahl)
- 2016: Für Andrey Chadov in Survival Game als Eli
- 2021: Für Tomokazu Seki in JoJo’s Bizarre Adventure: Stone Ocean als Enrico Pucci
- 2022–2024: Für Wataru Takagi in Sonic Prime als Cubot
- 2023: Für Daniel Ings in The Marvels als Ty-Rone
- 2025: Für Seamus Dever in Navy CIS als Gabriel LaRoche